# Santa Maria in Aquiro
Santa Maria in Aquiro är en kyrkobyggnad i Rom, helgad åt Jungfru Maria. Kyrkan är belägen vid Piazza Capranica i Rione Colonna och tillhör församlingen Santa Maria in Aquiro.
Betydelsen av tillnamnet "Aquiro" har inte slutgiltigt klarlagts, men enligt en teori syftar det på adelsmannen Cyro, som under medeltiden var en av kyrkans välgörare. En annan förklaring vill göra gällande att "Aquiro" kommer av "Equiria", som var en kappkörningsfest som anordnades i det antika Rom.

## Kyrkans historia
Enligt traditionen grundades den första kyrkan på platsen år 678. Den byggdes om på 700-talet och kom emellanåt att gå under namnet Santa Maria della Visitazione. 1541 förlänade påve Paulus III kyrkan åt Confraternita della Visitazione, som tog hand om föräldralösa barn. Detta brödraskap hade bildats på initiativ av Ignatius av Loyola och det inrättade ett barnhem, orfanotrofio, för pojkar bredvid kyrkan och ett för flickor i klostret vid Santi Quattro Coronati. På Antonio Tempestas Rom-karta från 1593 benämns kyrkan T[emplum] Orfanorum. Denna benämning lever kvar i Via degli Orfani, "De föräldralösas gata".
Påve Pius V slog 1571 samman församlingen med den närbelägna kyrkan Santo Stefano del Trullo, som revs under påve Alexander VII pontifikat (1655–1667). I kyrkans vestibul finns flera gravstenar från den rivna Santo Stefano del Trullo.
Confraternita della Visitazione inledde ombyggnadsarbeten 1588. Från 1591 till 1594 var Francesco Capriani ansvarig arkitekt och efter en paus på åtta år tog Carlo Maderno över som ledare, med assistans av Filippo Breccioli. 1605 avbröts byggnationen och då var endast nedervåningen av fasaden fullbordad. Ett nytt högaltare ritades av Mattia de Rossi 1681. Inte förrän 1774 stod fasaden klar, efter ritningar av Pietro Camporese den äldre.
På 1820-talet gavs kyrkan åt Somaskernas orden. 1845 förstörde en eldsvåda kyrkans interiör. Högkoret och högaltaret återställdes av Luca Carimini 1856.
I kyrkans vestibul finns gravmonumentet över Giovanni Stefano Roccatagliata (död 1652). Monumentet utfördes av Alessandro Sarti efter en ritning av Domenico Castello; bysten är ett verk av Giacomo Antonio Fancelli.
År 1984 ändrades församlingsgränserna och Santa Maria in Aquiro är sedan dess församlingens huvudkyrka. De övriga kyrkorna inom församlingen är Oratorio di San Francesco Saverio del Caravita, San Giovanni della Pigna, Sant'Ignazio, Santa Maria Maddalena, Santa Maria sopra Minerva, Santissime Stimmate di San Francesco, Santa Maria ad Martyres, Santi Bartolomeo e Alessandro dei Bergamaschi och Santi Benedetto e Scolastica all'Argentina.

## Konstverk i urval
- Carlo Saraceni: Jungfru Marie kröning och musicerande änglar (1611–1617)
- Pietro Gagliardi: Den helige Benedetto Giuseppe Labre i bön i Santa Maria in Aquiro
- Stefano Galletti: Gravmonument över Niccolò Modetti (1872)
- Anonymus: Madonnan och Barnet med den helige Stefanos (1300-tal; från den rivna kyrkan Santo Stefano del Trullo)
- Carlo Chelli: Gravmonument över Nicoletta Puccetti (1869)
- Stefano Galletti: Kenotafium över Maria Belli Modetti (1874)
- Cesare Mariani: Den helige Girolamo Miani överlämnar de föräldralösa åt Jungfru Maria
- Mastro Jacomo: Pietà (omkring 1635)
- Gherardo delle Notti (attribuering): Törnekröningen
- Anonymus: Gisslandet
- Domenico Guidi (attribuering): Gravmonument över ärkebiskop Carlo di Montecatini

I det närbelägna Pio Istituto di Santa Maria in Aquiro finns bland annat följande konstverk:
- Giovanni Battista Fiammeri: Den Obefläckade Avlelsen (omkring 1585)
- Placido Costanzi: Den bebådade Jungfrun
- Placido Costanzi: Bebådelsens ängel
- Placido Costanzi: Vila på flykten till Egypten (1729)
- Placido Costanzi: Korsfästelsen

Placido Costanzis verk härstammar från det dekonsekrerade kapellet Santa Maria del Rosario della Divina Provvidenza.

## Bilder

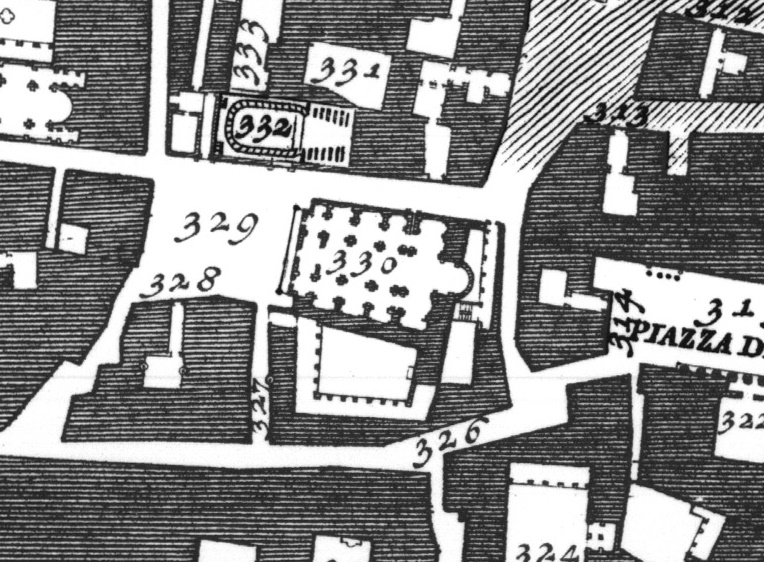
Santa Maria in Aquiro (nummer 330) på Giovanni Battista Nollis Rom-karta från 1748. (Nummer 328 anger Palazzo della Confraternita del Rosario, medan nummer 329 avser Piazza Capranica.)